# Thierville-sur-Meuse
Thierville-sur-Meuse är en kommun i departementet Meuse i regionen Grand Est (tidigare regionen Lorraine) i nordöstra Frankrike. Kommunen ligger i kantonen Charny-sur-Meuse som tillhör arrondissementet Verdun. År 2022 hade Thierville-sur-Meuse 3 168 invånare.

## Befolkningsutveckling
Antalet invånare i kommunen Thierville-sur-Meuse
| Referens: INSEE |